# Буддизм в Хотане

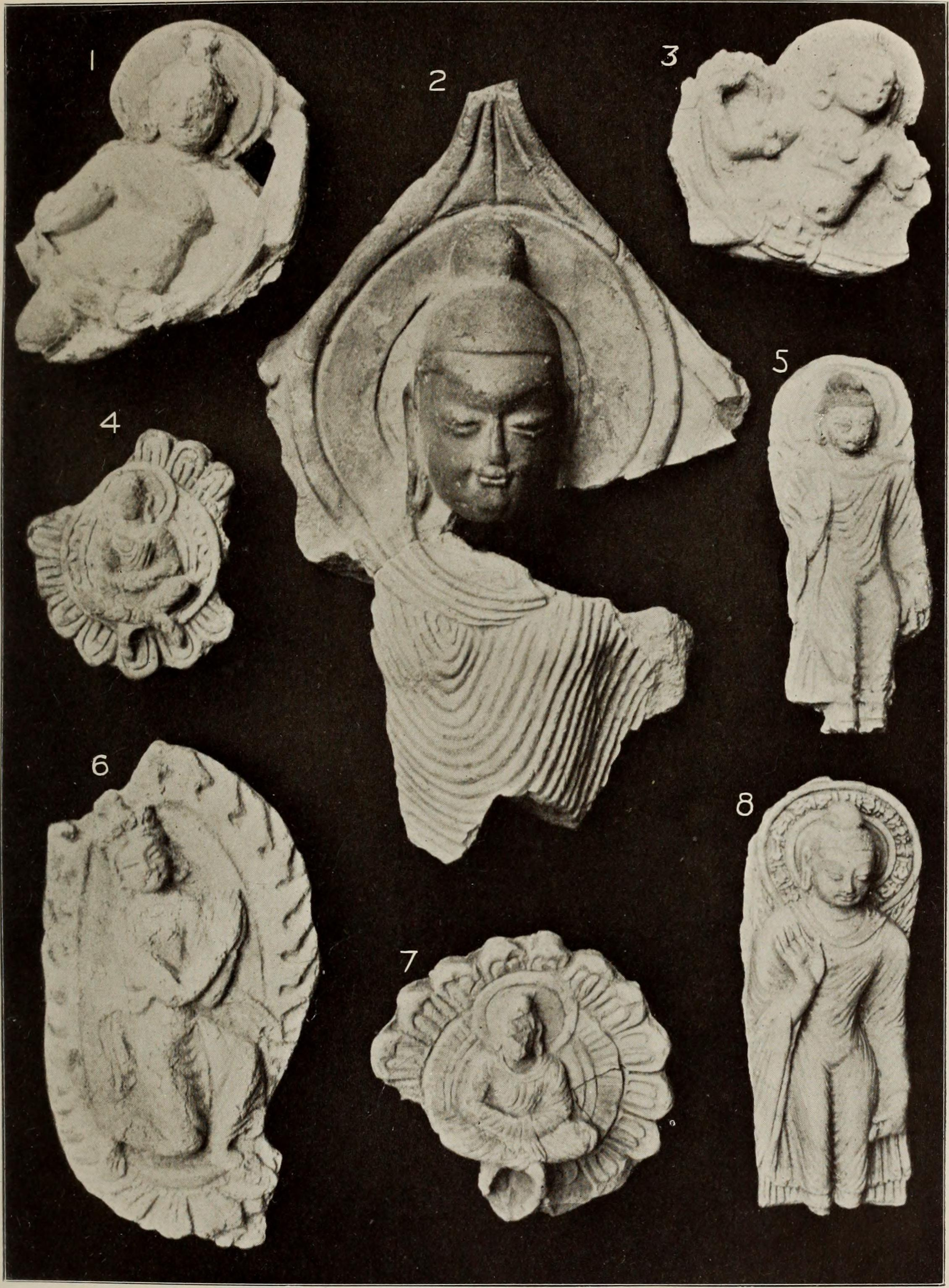
Остатки лепных рельефов со стен различных буддийских руин близ Хотана

Буддизм в Хотане состоял из корпусов буддийской религиозной доктрины и институтов, характерных для иранского королевства Хотан, а также большей части Западного Китая и Таджикистана. Это была государственная религия Хотанского королевства до его распада в 1000 году. Доминирующей школой буддизма в Хотане была школа Махасангхика, из которой развились школы Махаяны и Ваджраяны. Обширная коллекция текстов королевства, которая включала местную Книгу Замбасты и хотанский перевод Сангхата-сутры (самый ранний перевод санскритского текста на сегодняшний день), помогла Хотану повлиять на буддийские практики своих соседей, в первую очередь Тибета.

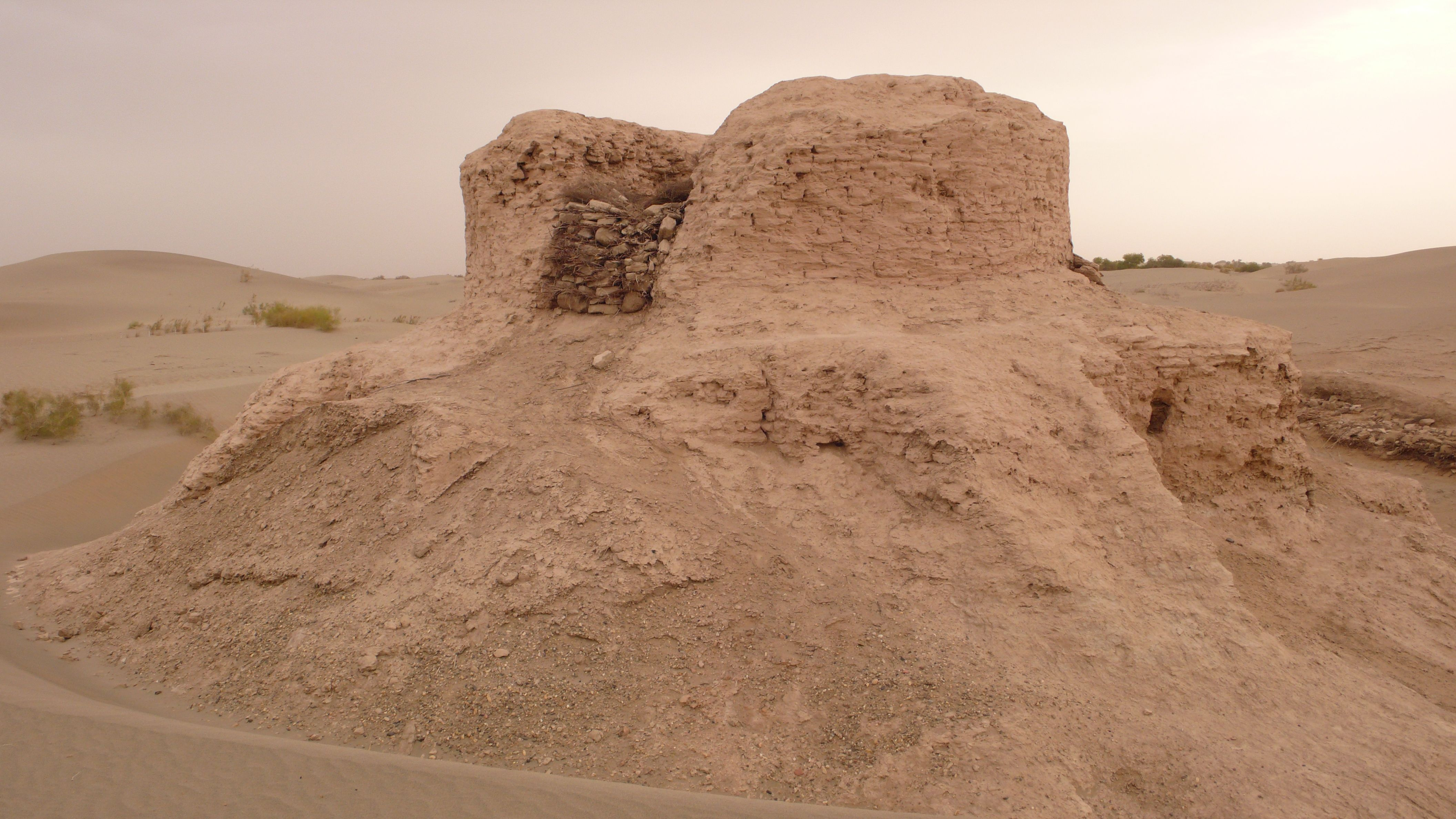
Руины ступы Равак за пределами Хотана, буддийского памятника, датируемого концом III-V века нашей эры.

## История

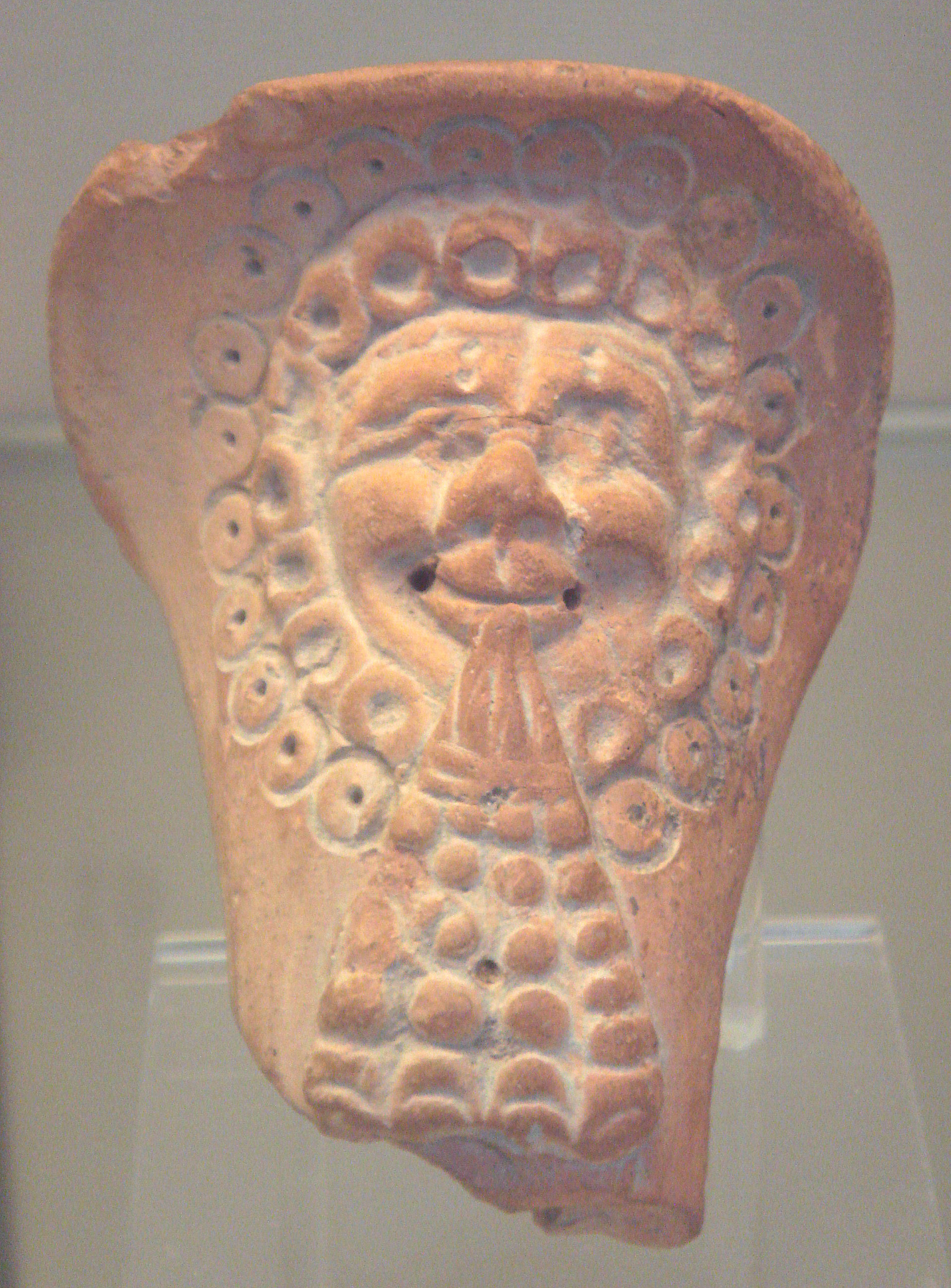
Керамическая статуэтка с западным влиянием, Йоткан близ Хотана, II-IV века н. э.

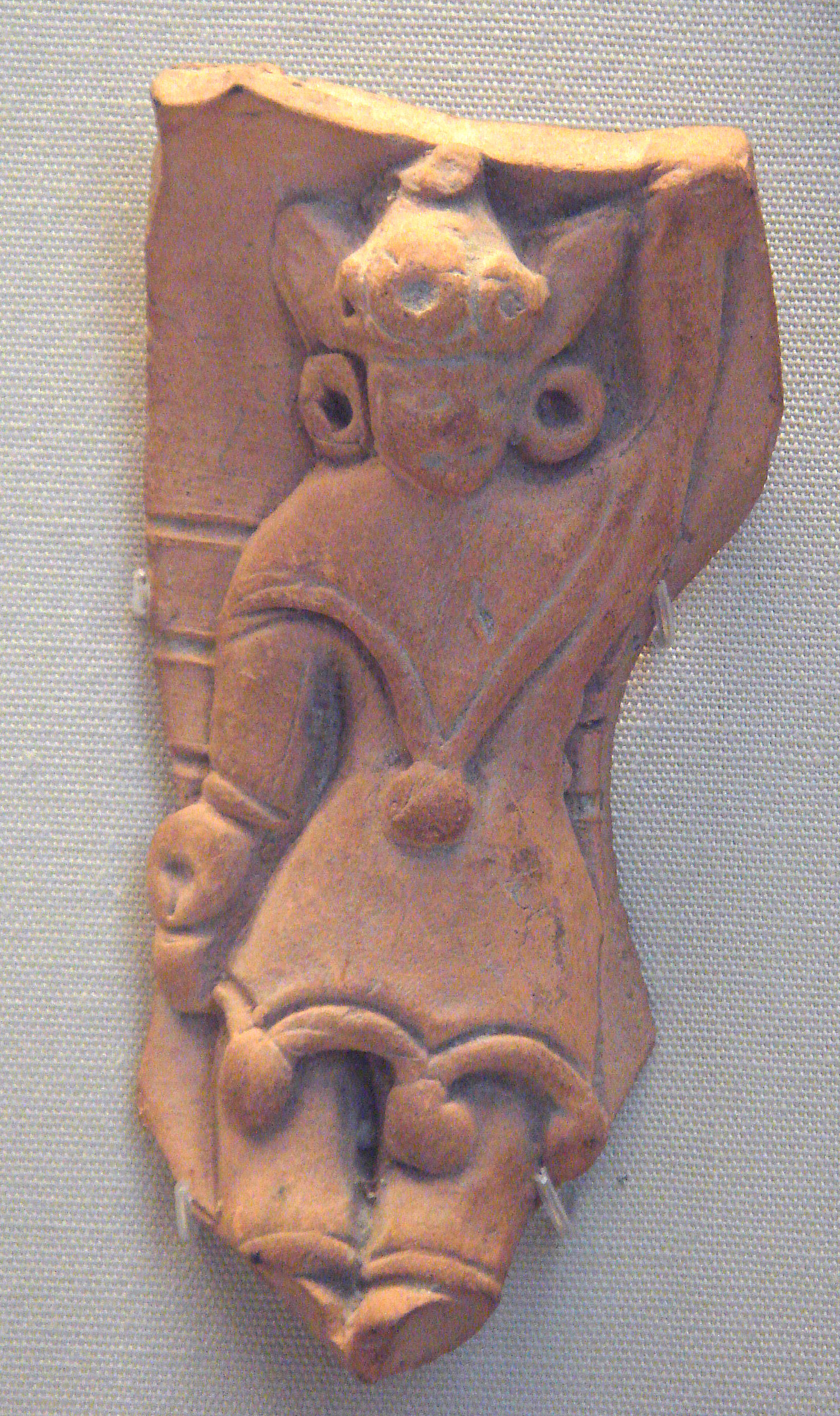
Керамическая статуэтка, изображающая западные влияния, Йоткан близ Хотана, II-IV века н. э.

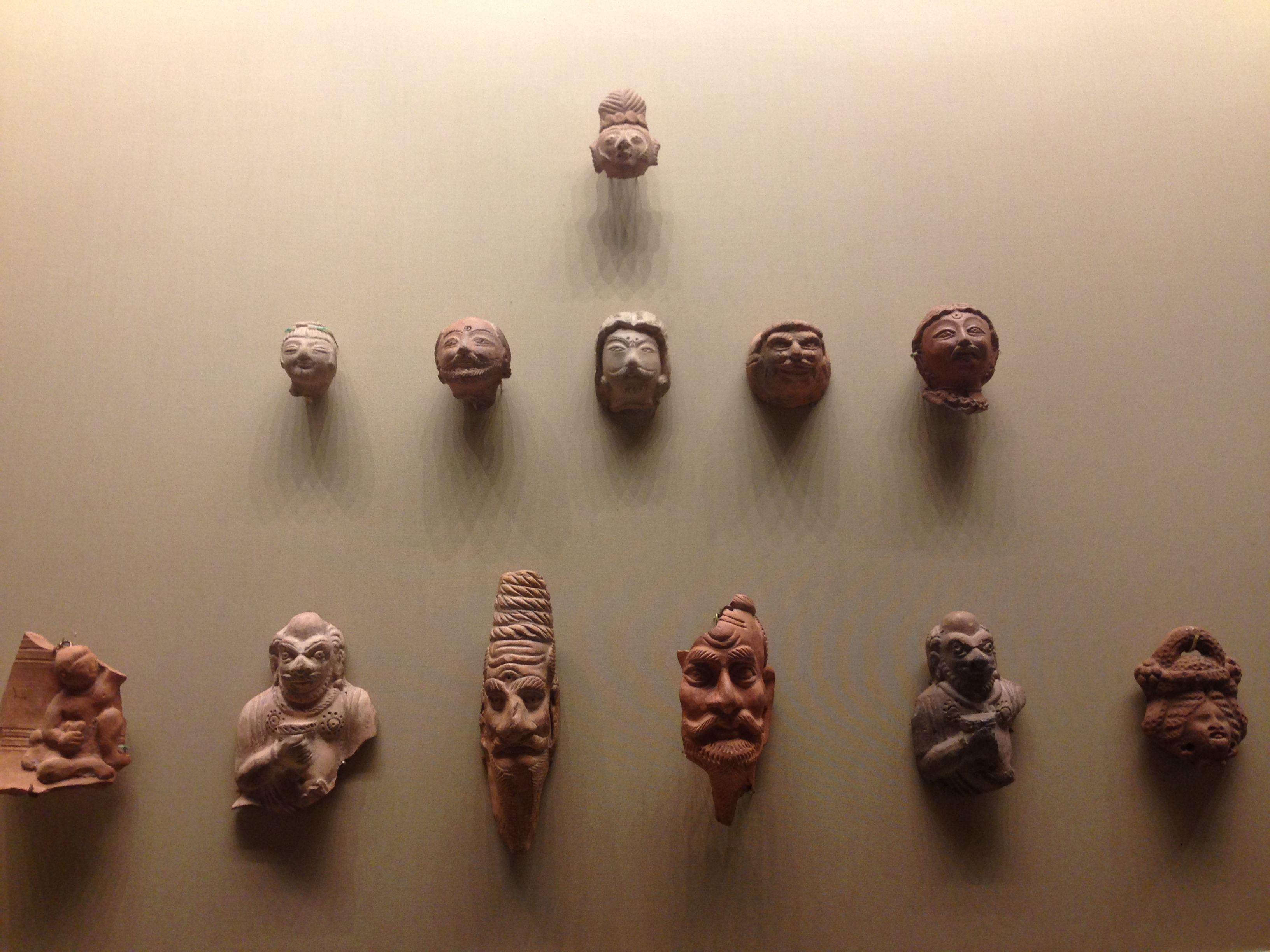
Глиняные фигурки, найденные в Йоткане, II-IV вв.

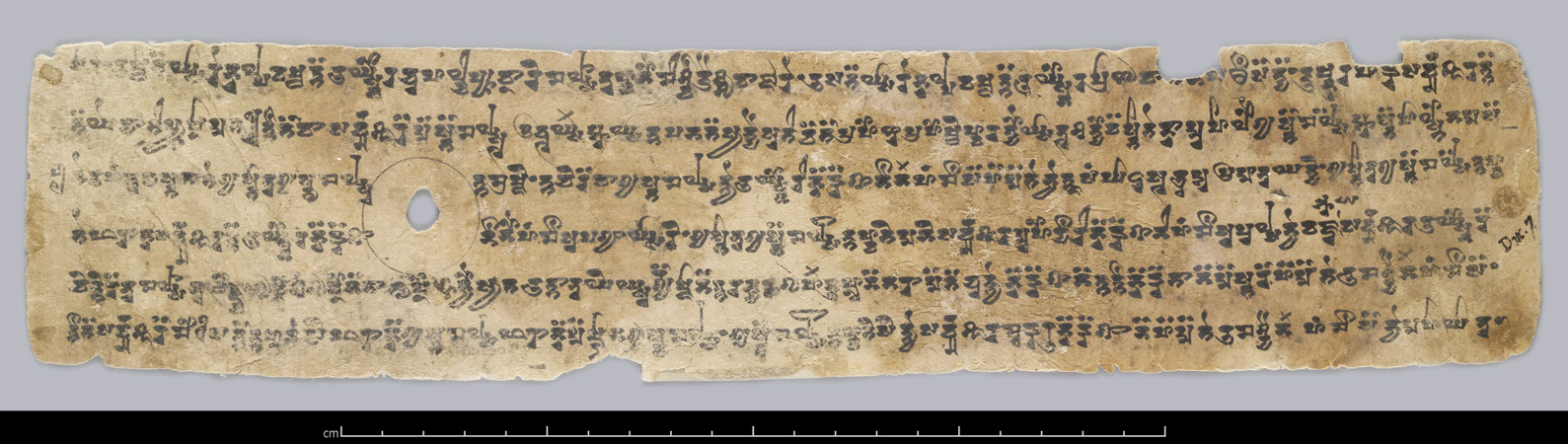
Рукопись на хотаносакском языке из Дандан-Ойлыка, Хотан. Сейчас она хранится в Британской библиотеке

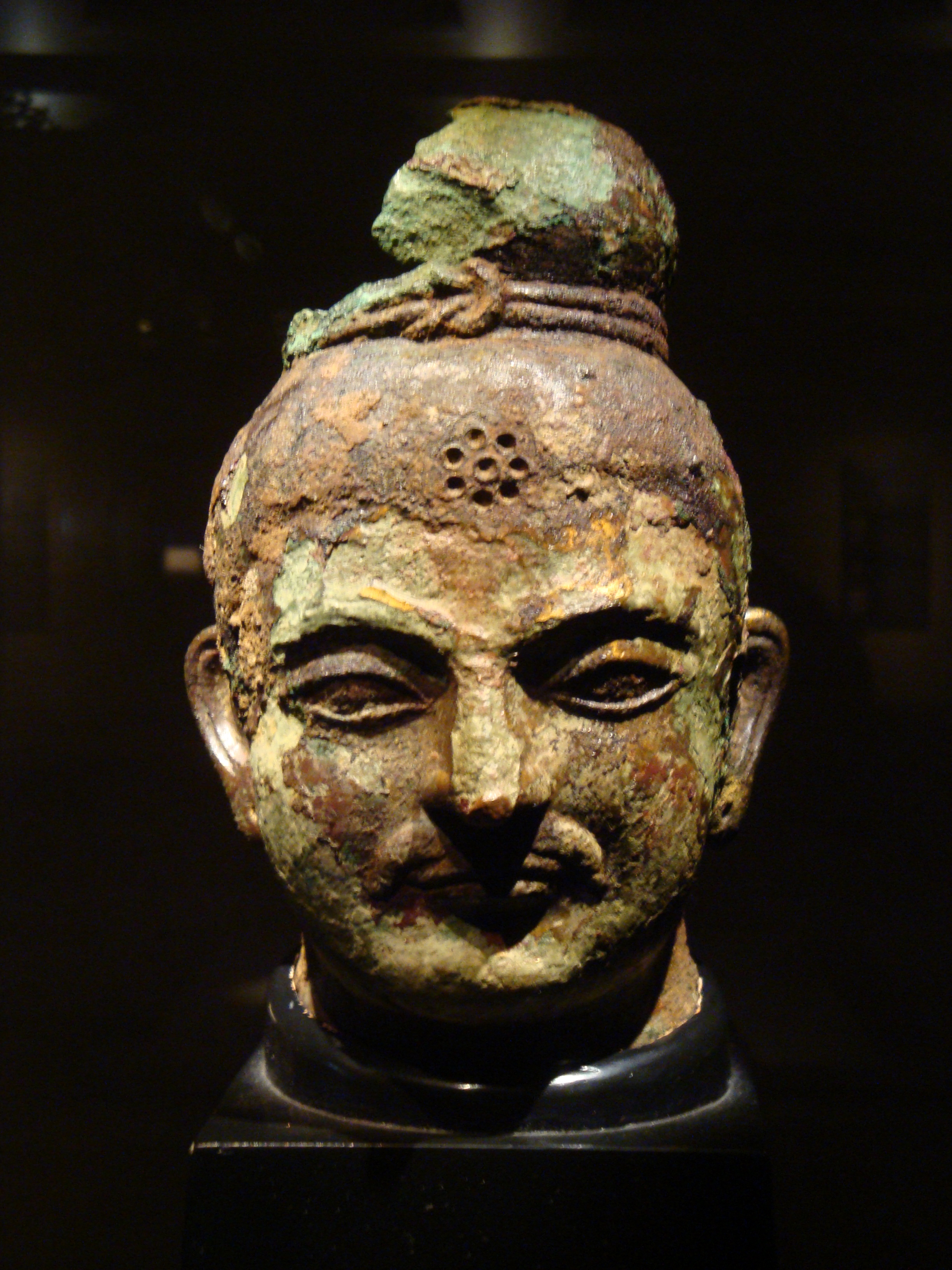
Голова Будды, найденная в Хотане, III-IV вв.

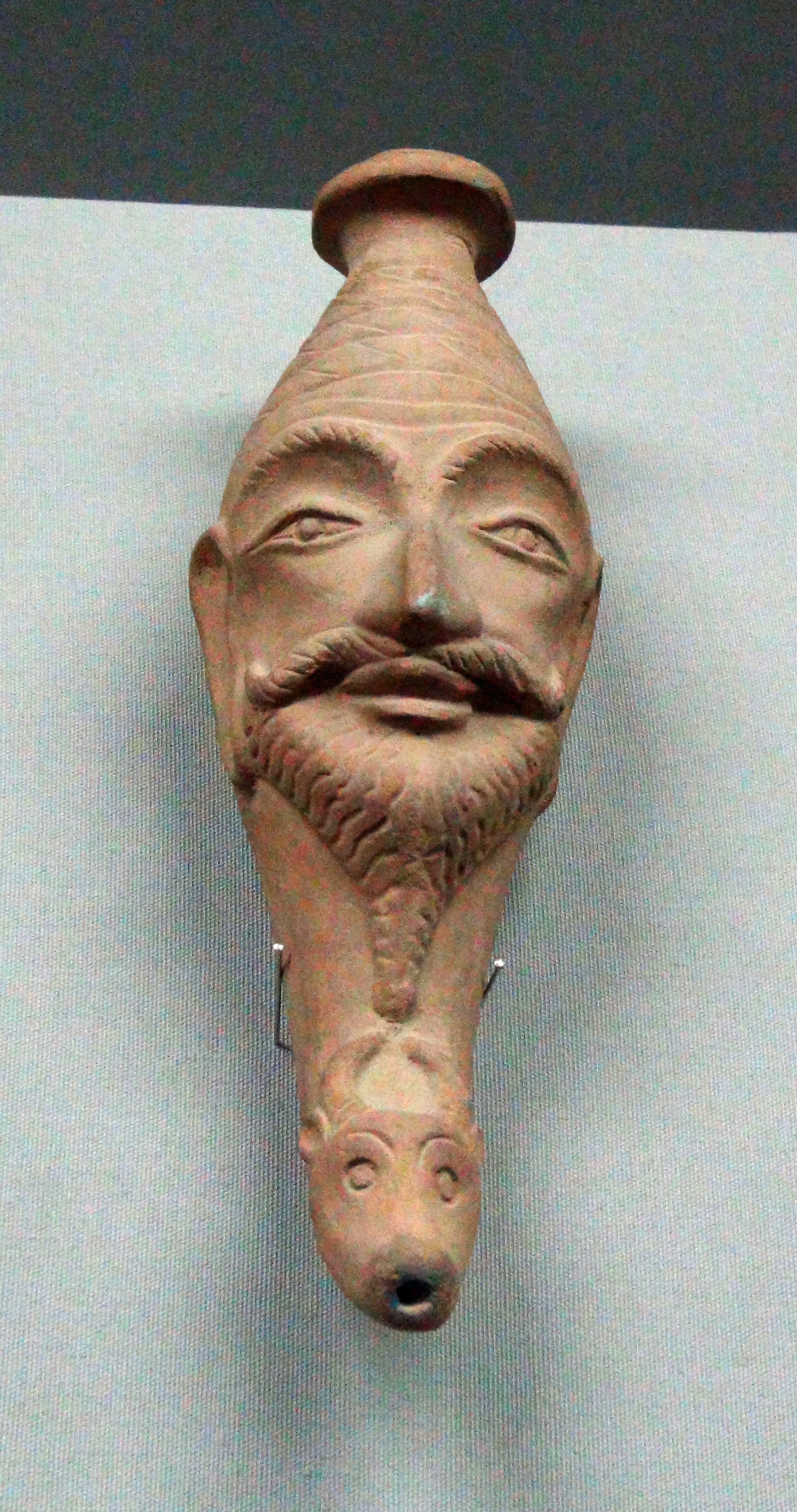
Керамическая голова человека с коровой, династия Тан. Музей культуры Хотана, Китай

Местная легенда предполагает, что один из сыновей индийского императора Ашоки, Куштана Маурья, основал центральноазиатский город Хотан, когда-то столицу известного буддийского королевства рядом со знаменитым Шёлковым путём. Согласно этой же легенде, сын Ашоки был брошен своим отцом и вскормлен Землёй, при этом земля вздулась в форме женской груди. По этой причине ребенка назвали «Грудь Земли» или Го-стана. Когда он вырос, поселенцы с Индийского субконтинента и Китая начали селиться в оазисе, окружающем «грудь Земли». Вместе с неназванным сыном китайского императора сын Ашоки помог индийским экспатриантам поселиться в регионе и основал город, названный в честь сына, под названием Хотан. Тем не менее, китайский паломник Сюаньцзан и тибетские записи предполагают, что буддизм не был представлен в королевстве до тех пор, пока через 170 лет после основания города не родился внук Гостаны Виджаясамбхава. На пятом году жизни Виджаясамбхавы, по словам Сюаньцзана, в Хотан прибыл кашмирский миссионер по имени Вайрочана и практиковал медитацию в лесу. Завоевав интерес народа, он стал духовным учителем хотанцев и основал первый буддийский монастырь в Хотане. Его вклад помог познакомить Виджаясамбхаву с концепциями буддизма, таким образом основав династию Виджая в Хотане и в конечном итоге заложив основы для того, чтобы буддийская вера стала официальной религией к 130 г. до н. э.
Однако отчёт ханьского генерала Бан Чао предполагает, что жители Хотана в 73 году нашей эры всё ещё практиковали маздеизм или шаманизм. Его сын Бан Юн, который провёл время в западных регионах, также не упоминал там буддизм, а с отсутствием буддийского искусства в регионе до начала Восточной Хань было высказано предположение, что буддизм, возможно, не был принят в регионе до середины второго века нашей эры.
К 665 году н. э. тибетская армия завоевала город Хотан. По иронии судьбы, хотя тибетцы оккупировали Хотанское королевство, именно хотанцы оказали влияние на тибетцев. Это было наиболее заметно в случаях технического словаря и методов перевода, используемых для буддийских текстов. Подобно современному тибетскому алфавиту, в хотанском алфавите использовалось скорописное письмо Гупта, скорее всего, под влиянием санскрита его близлежащих соседей. Записывая перевод санскритского произведения, хотанские писцы передавали буддийскую техническую лексику через этимологию каждого слога. Это помогло хотанцам сохранить точность своих переводов, даже если они были более краткими, чем оригиналы на санскрите и пали. Тибетцы давно пытались перевести буддийские санскритские тексты более эффективным способом, потому что в то время у них не было общего алфавита. Однако оккупация центральноазиатского королевства дала тибетцам возможность выучить хотанский алфавит. К IX веку тибетцы адаптировали хотанский алфавит для своего языка.
Хотя ислам ранее проник в Среднюю Азию, только в 982 г. н. э. исламское караханидское государство в Кашгаре начало вторгаться в Королевство Хотан. К тому времени, когда город Хотан был захвачен Караханидами в 1006 году нашей эры, большинство оставшихся монахов уже бежали в Тибет, взяв с собой многие из своих священных текстов. Вскоре после того, как Караханиды начали свою оккупацию, ислам стал доминирующей религией в Хотане, положив конец буддизму в регионе.

## Практика буддизма в Хотане

### Монашеская жизнь
Монашеские общины были ключевым компонентом хотанской буддийской культуры. Пример такой важности отметил китайский паломник Фасянь, написавший о своём четырёхмесячном пребывании в королевстве. По пути в Индию и Шри-Ланку за буддийскими писаниями Фасянь быстро обнаружил, что в столичных монастырях достаточно места для монахов, путешествующих по Шёлковому пути. Он также обнаружил, что монастыри предоставили ему необходимое для продолжения паломничества. В стенах Гомати (монастырь в Хотане) он особо отметил безмолвный, дисциплинированный образ жизни внутри монастырей: «Когда [монахи] входят в трапезную, их поведение отмечено благоговейной серьёзностью, и они садятся на свои места в обычном порядке, сохраняя полную тишину. Не слышно звука их чаш для подаяния и другой утвари. Когда кто-либо из этих чистых людей нуждается в еде, им не разрешается звать (служителей) для этого, а только делать знаки руками».
В то время как монастыри Гомати и Госирса остаются наиболее известными благодаря их документам, сделанным известными китайскими паломниками Фасянем и Сюаньцзаном, в королевстве когда-то было более сотни монастырей, в которых проживало более пяти тысяч монахов. Недавно археологические находки были обнаружены примерно в 28 километрах к югу от современного города Хотан. В то время как сегодня существуют только рушащиеся стены, черепки глиняной посуды и вершины больших зданий, в руинах Меликавата когда-то располагался комплекс королевских административных зданий и монастырей. Эпицентр религиозной и политической культуры Хотана, Меликават выступает в качестве главного археологического ключа к некогда процветавшей буддийской культуре в этом регионе.

### Балавасте

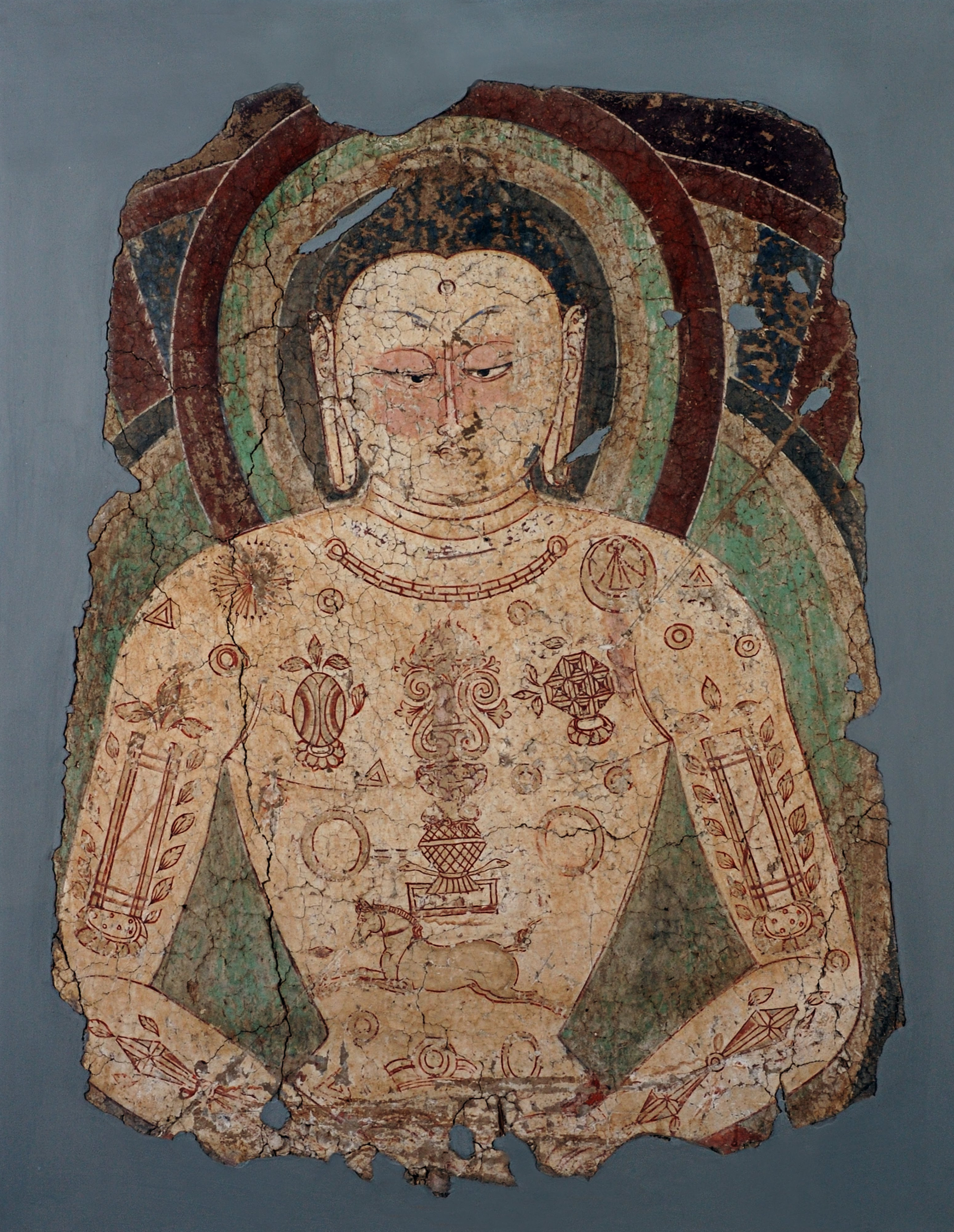
Фреска Вайрочаны из Балавасте, VII—VIII вв.

Балавасте — развалины в восточной части Хотанского оазиса, недалеко от деревни Домоко на южном ответвлении Шёлкового пути. Он был обнаружен сэром Марком Аурелем Стейном во время его первой и второй экспедиций в 1900 и 1906 годах соответственно. Стейн нашёл фрагменты рукописей, керамики и гипса в Балавасте. Около 94 найденных Стейном фрагментов можно объединить, чтобы сформировать последовательность будд, бодхисаттв и божественных существ в натуральную величину. Это место датируется примерно 600 годом нашей эры, судя по стилю одежды божественных существ на найденных там картинах.

## Известные тексты

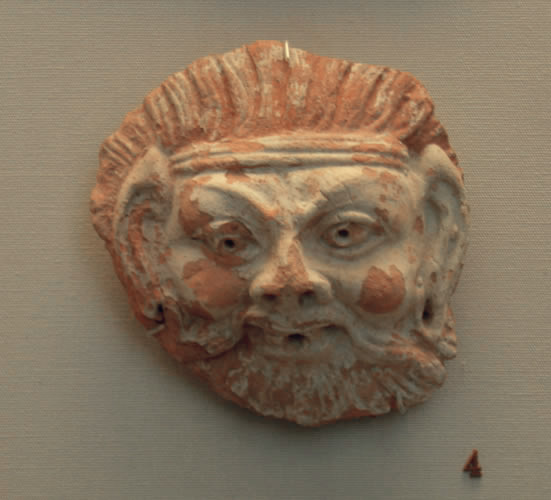
Гротескное лицо, лепнина, найдена в Хотане, VII-VIII вв.

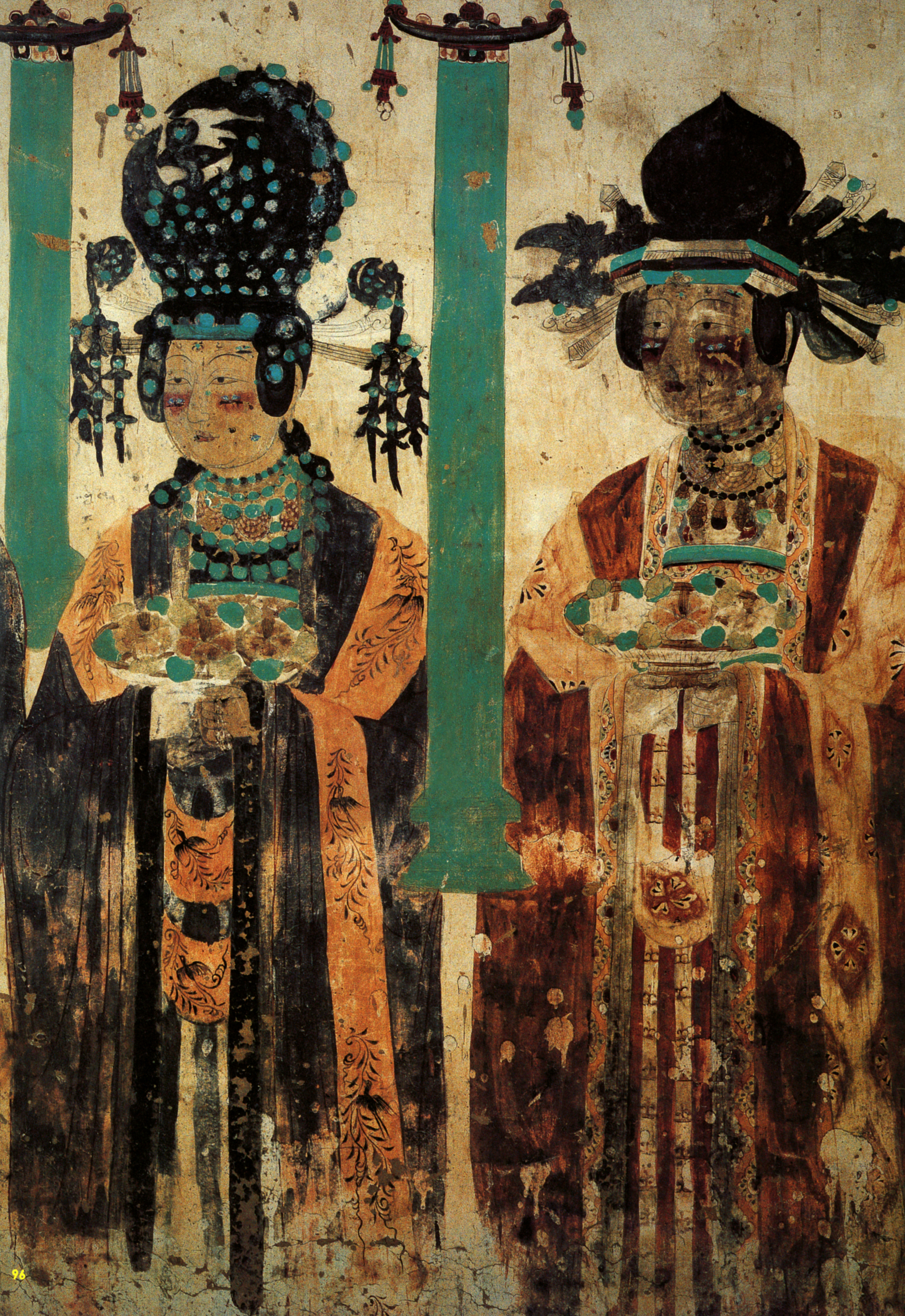
Хотанские буддийские женщины-доноры

Важное расположение Хотана на Шёлковом пути было не единственной достопримечательностью для путешествующих буддийских монахов. Монастыри, существовавшие в королевстве, славились своими обширными библиотеками с переведёнными копиями классических текстов Махаяны, таких как Сутра Цветочного Украшения и Сутра золотого блеска. Несмотря на то, что хотанцы обладали произведениями, которые были полностью местными по происхождению, некоторые из их наиболее важных коллекций были переведённой литературой, которая в противном случае была бы потеряна для западного мира.

### Книга Замбасты
Подобно посланию Сангхата-сутры, хотанцы верили, что все люди связаны с просветлением и что никто не отчуждён от цикла реинкарнаций. Чтобы отразить свои собственные интерпретации буддизма Махаяны, жители Хотана написали свои интерпретации послания Сиддхартхи Гаутамы в виде басен. Лучше всего это видно из «Книги Замбасты», сборника философских и сказаний о Бодхисаттве. Книга датируется VIII веком, и, хотя окончательный объем Замбасты, вероятно, превысил 4000 строк стихов на 440 листах, до сих пор было найдено только 207 листов. Поскольку многие артефакты буддийской эпохи Хотана были украдены с их первоначальных мест и проданы в антикварных магазинах европейцам, вполне вероятно, что страницы рукописи исчезли. Это делает полный перевод книги очень трудным.
Из того, что удалось восстановить, ясно, что книга не имеет какой-то одной сюжетной линии, а скорее представляет собой обширную коллекцию местных интерпретаций понятий, распространённых в буддийской философии. К ним относятся, но не ограничиваются:
- Басня о maitrā (любви)
- Предостерегающая история о том, что мир — всего лишь parikalpa (ложное предположение)
- Учение о śūnyatā (пустоте)
- bodhisambhāra (оборудование для просветления), состоящее из шести pāramitās (совершенств) и сострадания.
- samvara (моральная сдержанность), необходимая для бодхисаттв, и церемония формального принятия обета соблюдать сдержанность.

Книга также была известна своей басней о весне в стиле сутр («Так я слышал…»). Он начинается с прекрасного описания весны и её воздействия на молодых монахов. Будда приводит их на кладбище, где им напоминают о непостоянстве удовольствий в этой жизни.